# Supreme Unbeing
Supreme Unbeing (с англ. — «Высшее Небытие») — музыкальная группа из Швеции, играющая в стиле хеви-метал с элементами прогрессив-метала.

## История

### Дебютный альбом «Enter Reality»
13 июля 2020 года группа выпускает свой дебютный сингл «You’ll Never Make It». Клип на данную песню вышел 19 июля 2020 года. 22 июля 2020 вышел сингл «Animals». 4 сентября и 2 октября выходят синглы «Solution» и «Dreaming».
10 октября 2020 года на лейбле EMP Label Group увидел свет дебютный альбом Enter Reality. Менеджер лейбла, Том Хэзер, вспоминает: «Однажды я получил по почте странную посылку без опознавательных знаков; ни обратного адреса, ни информации, только записанная от руки кассета со словами „Supreme Unbeing“, написанными на ней. К счастью, у меня все ещё есть кассетный проигрыватель, поэтому я включил его и не мог поверить в то, что услышал. Я все ещё не совсем был уверен, что это за группа и что я подписал, но как только я это услышал, я просто понял, что они должны быть на EMP».
22 декабря 2020 появляется второй (анимационный) видеоклип на песню «Animals».
Дебютный альбом группы занял третье место в номинации «Альбом года 2020» по версии журнала Sweden Rock Magazine.
Летом 2020 года группа выпускает акустическую версию своих песен «At the End of the Day» (Animals), «I Can’t Help You», «Everything’s Unreal» и «Dreaming».
2 сентября 2021 публике представлен новый участник группы — ритм гитарист D.Sciple.

### «Новая глава»
В конце сентября 2021 года группа объявляет о начале «новой главы» следующим сообщением в своём Инстаграме: «As we enter the illusion, the so called physical domain… a new chapter begins!».
22 октября 2021 года выходит клип на новую песню «Face of Evil».
26 ноября вышел второй сингл «Hide The Beast» с предстоящего альбома Enduring Physicality. Изначально выпуск альбома был намечен на 22 февраля 2022 года, но позже релиз был перенесён на 5 мая 2022 года. 25 февраля 2022 года вышел третий сингл под названием «Savior» с альбома Enduring Physicality. Чуть больше чем через месяц, 1 апреля 2022 года, свет увидел четвёртый сингл с предстоящего альбома, «The Devil Smile».
Релиз второго полноформатного альбома Enduring Physicality состоялся 5 мая 2022 года. Альбом содержит 10 треков, включая ранее изданные синглы. В этот же день, 5 мая 2022 года, группа выпускает видеоклип на трек «I Prevail», ставший пятым видеоклипом с нового альбома.

## Дискография
- Enter Reality (2020)
- Enduring Physicality (2022)

## Состав
- Zac Red — вокал
- Al Mytee — ударные
- Unknown — бас-гитара
- D. Vine — соло-гитара
- D.Sciple — ритм-гитара